# 硫酸ベリリウム
硫酸ベリリウム（りゅうさんベリリウム、beryllium sulfate）は、化学式 BeSO4 で表されるベリリウムの硫酸塩である。

## 製法
酸化ベリリウムあるいは水酸化ベリリウムを希硫酸に溶解し濃縮すると四水和物が析出する。89℃以上では二水和物が析出する。
{\displaystyle {\ce {BeO\ + H2SO4 -> BeSO4\ + H2O}}}
{\displaystyle {\ce {Be(OH)2\ + H2SO4 -> BeSO4\ + 2 H2O}}}
四水和物を濃硫酸の入ったデシケーター中で放置すると二水和物になる。さらに400℃に加熱すると無水物になる。
{\displaystyle {\ce {BeSO4{\cdot }4H2O->BeSO4{\cdot }2H2O\ +2H2O}}}
{\displaystyle {\ce {BeSO4{\cdot }2H2O->BeSO4\ +2H2O}}}

## 性質
水に可溶性の無色結晶で、水溶液は酸性を示し酸化ベリリウムおよび水酸化ベリリウムを溶解して塩基性塩を生成する。
無水物および四水和物共に正方晶系の無色結晶で四水和物は水の他、エタノールおよびアセトンにも溶解する。
水溶液中で硫酸カリウムと混合すると、ジスルファトベリリウム酸カリウムを生成する。
{\displaystyle {\ce {BeSO4\ +K2SO4\ +2H2O->K2[Be(SO4)2]{\cdot }2H2O}}}